# П'єр-Поль Мерсьє де Ла Рів'єр де Сен-Медар
П'єр-Поль (Ле) Мерсьє де Ла Рів'єр де Сен-Медар (фр. Pierre-Paul Lemercier (Mercier) de La Rivière de Saint-Médard; бл. 1719, Сомюр — бл. 1792, Париж) — французький економіст, представник фізіократів, поділяв погляди Франсуа Кене. Виступав за свободу конкуренції, скасування всіх обмежень в торгівлі, відстоював важливість землеробства як головного джерела багатства.

## Біографія
Почав кар'єру з посади радника паризького парламенту (1747—1758). Завдяки заступництву пані де Помпадур був призначений інтендантом (губернатором) Мартиніки; за час перебування на посаді (1759—1764) домігся великих успіхів, відновивши економіку острова, яка сильно постраждала під час його захоплення англійцями.
У 1767 році Мерсьє де Ла Рів'єр, який завоював миттєву популярність після виходу на початку року твору «Природний і необхідний порядок суспільних установ» (L'Ordre naturel et essentiel des sociétés politiques), отримав від Катерини II запрошення відправитися в Росію для роботи над складанням «Наказу» і, за порадою Дідро, прийняв його. Провівши в Санкт-Петербурзі всього кілька місяців, він був зі скандалом відсторонений від двору і повернувся до Франції. Причиною цього були як розбіжності з імператрицею в політичних і економічних поглядах, так і амбіції самого Мерсьє де Ла Рів'єра, який стверджував, що за два роки зможе повністю реформувати російську державу, і який вимагав величезної платні. Катерина II стверджувала, що він — «балакун і багато про себе думає», і висміювала його проекти як нездійсненні фантазії. У комедії «Передня знатного боярина» (1772) вона вивела образ француза Оранбара — невігласи, авантюриста і прожектера, впевненого, що в Росії люди ходять рачки. Згодом у листі до Вольтера від 2 (13) листопада 1774 імператриця фактично визнала, що під цим ім'ям виведений саме Ла Рів'єр: «І пан де ла Рів'єр, який шість років тому вважав, що ми ходимо рачки і зволив приїхати з Мартиніки, щоб підняти нас на задні лапи, також прибув невчасно».

## Твори
- L'Ordre naturel et essentiel des sociétés politiques. V. 1—2. Londres — Paris, 1767.

- De l'instruction publique, Paris, 1775

- L'intérêt général de l'Etat, ou la Liberté du commerce des blés. Amsterdam — Paris, 1770

- Essais sur les maximes et loix fondamentales de la monarcbie française ou Canevas d'un Code constitutionel. Paris, 1789.

- Palladium de la constitution politique, ou Régénération morale de la France. Paris, [s. а.]